# Bracon lateralis
Bracon lateralis är en stekelart som beskrevs av Gaspard Auguste Brullé 1846. Bracon lateralis ingår i släktet Bracon och familjen bracksteklar. Inga underarter finns listade.